# Antheraea pulchra
Antheraea pulchra är en fjärilsart som beskrevs av Moore 1892. Antheraea pulchra ingår i släktet Antheraea och familjen påfågelsspinnare. Inga underarter finns listade i Catalogue of Life.